# 李宗翰 (政治人物)
李宗翰（1992年8月31日—），中華民國台灣政治人物，民主進步黨籍，現任臺南市議員，曾任網路溫度計數據分析師、立委蔡其昌國會辦公室助理等。

## 生平
李宗翰生於嘉義市，從小在台南長大，父親為前後壁區區長李本源，母親為前台南市議長賴美惠。
大學畢業後，李宗翰曾任立院副院長蔡其昌的助理，2017年父親離世後返鄉協助母親，擔任議長特助。
2018年，李宗翰以「地方創生」為政見投入議員選舉，成功當選第3屆台南市議員。2022年，連任台南市議員。
2024年，李宗翰當選民進黨第21屆中央評議委員。

## 外部連結
- 臺南市議會市議員資訊網 （页面存档备份，存于）
- 李宗翰的Facebook專頁
- 李宗翰的Instagram帳戶